# BAW Yuanbao
BAW Yuanbao – elektryczny mikrosamochód produkowany pod chińską marką BAW od 2022 roku.

## Historia i opis modelu

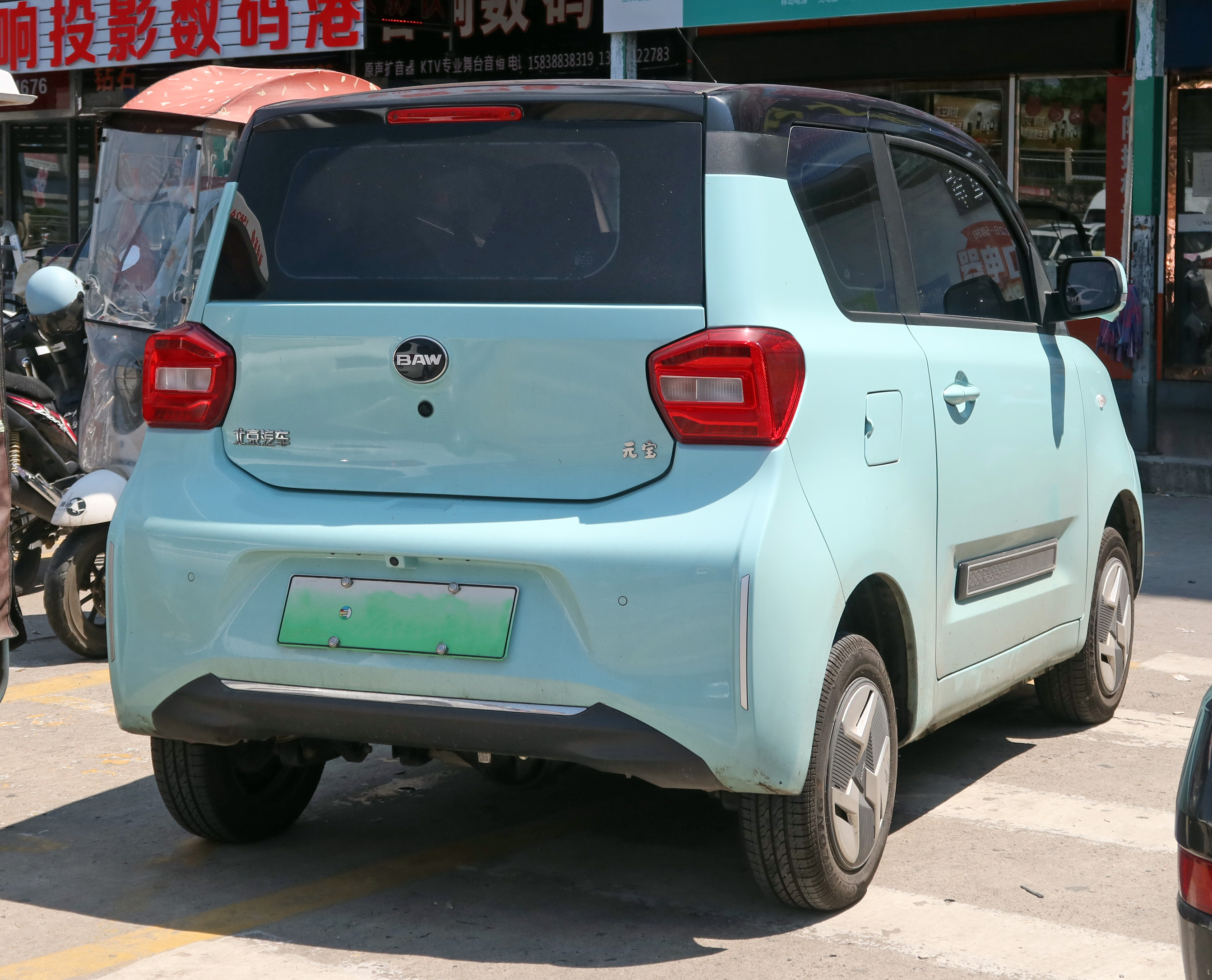
BAW Yuanbao - tył

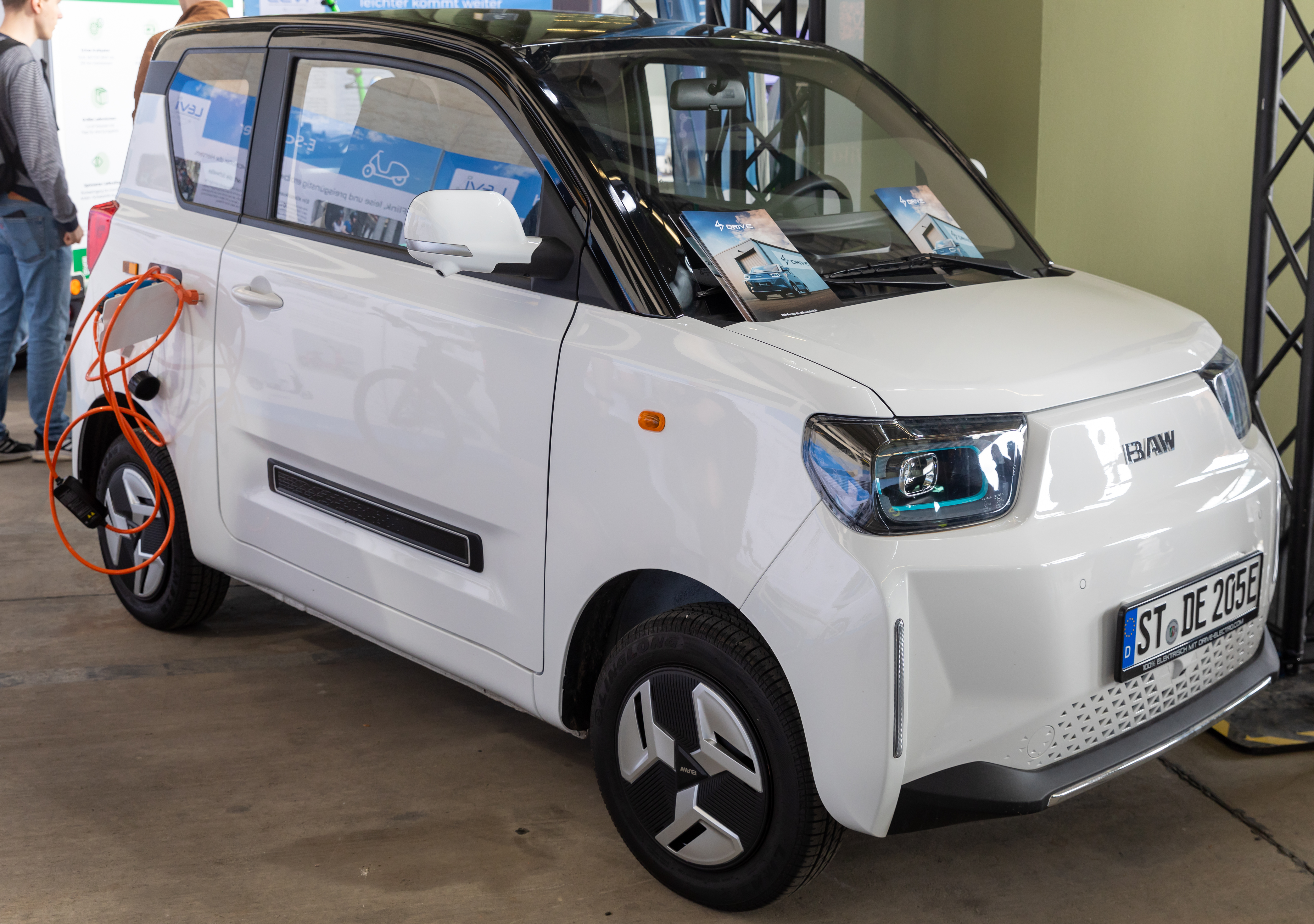
europejski BAW Pony

Po odniesieniu dużej popularności elektrycznego mikrosamochodu Wuling Hongguang Mini EV w 2021 roku, rodzime konkurencyjne firmy odpowiedziały na to opracowaniem i wprowadzeniem do sprzedaży podobnych konstrukcji. Wśród nich znalazł się BAW, który przedstawił 3-drzwiowego hatchbacka początkowo nazwanego BAW S3. Samochód wyróżnił się zbliżoną koncepcją stylistyczną wobec pierwowzoru, wyrózniając się pudełkową sylwetką z wąskim i wysokim nadwoziem oraz rozbudowanymi reflektorami. Nadwozie pomalowano kontrastowym zestawem dwóch barw, np. różu i bieli.
Kabina pasażerrska zyskała prostą, minimalistyczną aranżację z dwuramienną kierownicą oraz zespolonym zestawem dwóch 10,25-calowych wyświetlaczy. Pierwszym zostały wskaźniki, a drugim - dotykowy ekran systemu multimedialnego. Pomimo niewielkich wymiarów, samochód zyskał drugi rząd siedzeń i umożliwił przewóz do 4 osób.
Pomimo budżetowego charakteru i relatywnie niskiej ceny zakupu, samochód zyskał w wyposażeniu standardowym systemy bezpieczeństwa i zwiększające komfor manewrowania w mieście jak m.in. system kamer 360, asysten ruszania spod wzniesienia czy też czujniki parkowania. Tuż przed rynkowym debiutem, samochód zmienił nazwę z S3 na BAW Yuanbao.

### Jiabao
Równolegle z 3-drzwiowym modelem, w momencie premiery nazwanym BAW S3, zaprezentowana została także 5-drzwiowa odmiana BAW S5, która również przy debiucie w lutym 2023 została przemianowana - w tym przypadku na BAW Jiabao. Samochód zachował taką samą stylizację kabiny pasażerskiej, zyskując jednak inny wygląd nadwozia z mniej pudełkowatymi, a bardziej ostrymi kształtami i węższymi reflektorami. Samochód posiadał dwa pakiety baterii o pojemności 10,88 kWh i 122 kilometrów zasięgu CLTC lub 15,12 kWh i 172 kilometrów zasięgu CLTC. Samochód pozostał w sprzedaży jedynie przez kilka miesięcy 2023 roku i zniknął z rynku z powodu niewielkiej popularności.

### Sprzedaż
Yuanbao trafił do sprzedaży w czerwcu 2022 roku, pozostając początkowo produktem obecnym wyłącznie na rodzimym rynku chińskim. W pierwszym roku sprzedaży cena najtańszego egzemplarza wyniosła 33 900 juanów, a rok później obniżono ją do 29 700 juanów. Pod koniec 2023 roku niezależne, prywatne firmy rozpoczęły w eksport elektrycznego mikrosamochodu także do rodzimych rynków na małą skalę: najpierw rumuński producent sprzętu elektronicznego Allview pod nazwą Allview CityZEN, a następnie hiszpańska Invicta Electric jako Invicta Pony. Na wybranych rynkach europejskich samochód trafił do sprzedaży w 2023 roku także pod macierzystą marką jako BAW Pony.

### Dane techniczne
BAW Yuanbao jest samochodem elektrycznym, którego silnik przenosi moc na tylną oś i rozwija moc 27 KM prz 85 Nm maksymalnego momentu obrotowego. Wyposażono go w baterię typu LFP, która przy pojemności 9,6 kWh oferuje maksymalnie 120 kilometrów zasięgu na jednym ładowaniu według cyklu pomiarowego CLTC.